# Periaptodes potemnemoides
Periaptodes potemnemoides là một loài bọ cánh cứng trong họ Cerambycidae.